# Stade Jean-Adret
 (mars 2025).
Si vous disposez d'ouvrages ou d'articles de référence ou si vous connaissez des sites web de qualité traitant du thème abordé ici, merci de compléter l'article en donnant les références utiles à sa vérifiabilité et en les liant à la section « Notes et références ».
Le stade Jean-Adret est un stade d'athlétisme dans la commune de Sotteville-lès-Rouen. Son club résident est le Stade sottevillais 76. 

## Historique
Les Championnats de France d'athlétisme s'y sont déroulés en juillet 2004.
Le Meeting international d'athlétisme de Sotteville-lès-Rouen s'y tient tous les ans en juin.

## Accès
- Transports en commun de Rouen :
- En voiture : accès par l'autoroute A13 : sortie Rouen
- En train : gare de Rouen
- En avion : aéroport de Rouen Vallée de Seine